# Coupe Macaya
 (mars 2023).
Si vous disposez d'ouvrages ou d'articles de référence ou si vous connaissez des sites web de qualité traitant du thème abordé ici, merci de compléter l'article en donnant les références utiles à sa vérifiabilité et en les liant à la section « Notes et références ».
La Coupe Macaya (en espagnol : Copa Macaya) est une compétition de football opposant les clubs de Catalogne de 1900 à 1903. Elle a été remplacée par le Championnat de Catalogne et est considérée comme l'ancêtre de l'actuelle Coupe de Catalogne.

## Origine
Fin 1900, devant le nombre croissant de club de football en Catalogne, une compétition fut organisée. Alfons Macaya, président de l'Hispània offrit le trophée et donna par la même son nom à cette épreuve. C'est ainsi le premier championnat de football organisé en Espagne.
Lors de la saison 1902-1903 un différend majeur se produit dès la première journée de compétition après la victoire du FC Barcelone sur l'Hispània (ces derniers voulant faire rejouer le match). Une compétition parallèle est alors organisée par le Barça avec les mêmes équipes : la Copa Barcelona (es). Ce schisme sonne le glas des deux compétitions qui sont remplacées la saison suivante par le Championnat de Catalogne, organisé par la toute jeune Association de Football Catalane.

## Historique
- 1900-1901 : Hispània
- 1901-1902 : FC Barcelone
- 1902-1903 : Espanyol Barcelone

## Palmarès
- 1 titre : Hispània, FC Barcelone, Espanyol Barcelone